# Raasiku
Raasiku är en ort i Estland. Den ligger i Raasiku kommun och landskapet Harjumaa, i den centrala delen av landet, 26 km öster om huvudstaden Tallinn. Raasiku ligger 48 meter över havet och antalet invånare är 1 317.
Terrängen runt Raasiku är mycket platt. Runt Raasiku är det mycket glesbefolkat, med 5 invånare per kvadratkilometer. Närmaste större samhälle är Maardu, 15,2 km nordväst om Raasiku. Omgivningarna runt Raasiku är en mosaik av jordbruksmark och naturlig växtlighet.